# Open verzameling

Voorbeeld: De punten die voldoen aan zijn blauw gekleurd. De punten die voldoen aan zijn rood gekleurd. De rode punten vormen een open verzameling. De vereniging van de rode en blauwe punten wordt een gesloten verzameling genoemd.

In de metrische topologie en aanverwante gebieden van de wiskunde wordt een verzameling, {\displaystyle U}, open genoemd, indien, intuïtief gesproken, vanaf elk punt {\displaystyle x} in {\displaystyle U} men een infinitesimaal kleine beweging in elke richting kan maken en in alle gevallen nog steeds deel uitmaakt van de verzameling {\displaystyle U}. Met andere woorden, de afstand tussen elk punt {\displaystyle x} in {\displaystyle U} en de rand van {\displaystyle U} is altijd groter dan nul. 
Men kan dit illustreren aan de hand van het plaatje hiernaast. Intuïtief is het rode gebied zonder rand een open verzameling: rond elk punt {\displaystyle x} kan men een omgeving (gebiedje), {\displaystyle O} construeren dat helemaal om {\displaystyle x} heen ligt, maar toch in zijn geheel ook deel uitmaakt van {\displaystyle U}. Een verzameling, waarvan het complement open is, heet gesloten. In ons voorbeeld is de blauwe cirkel een gesloten verzameling.
Zie het artikel over topologische ruimten voor de precieze eigenschappen, waaraan de topologie (de collectie open verzamelingen van een topologische ruimte) moet voldoen. De bekendste voorbeelden van open verzamelingen zijn de open bollen in een metrische ruimte {\displaystyle X} met metriek {\displaystyle d}. Dit zijn verzamelingen van de vorm 
{\displaystyle \{y\in X\mid d(x,y)<r\}}
voor gegeven {\displaystyle x\in X} en {\displaystyle r} een reëel getal groter dan 0.
Beschouw als een verder voorbeeld, het open interval, {\displaystyle (0,1)}, bestaande uit alle reële getallen {\displaystyle x} met {\displaystyle 0<x<1}. De topologie is hier de topologie van de Euclidische ruimte op de reële getallenlijn. We kunnen dit op twee manieren bekijken. Aangezien elk punt in het interval verschilt van 0 en 1, is de afstand vanaf dat punt tot de rand altijd niet-nul. Of equivalent uitgedrukt, voor elk punt binnen het interval kunnen wij een infinitesimaal klein stukje in enige richting bewegen zonder de rand te raken, terwijl we nog steeds nog binnen het interval blijven. Het interval {\displaystyle (0,1]}, bestaande uit alle getallen {\displaystyle x} met {\displaystyle 0<x\leq 1}, is niet open in de topologie van de reële getallenlijn; als men start in {\displaystyle x=1} leidt zelfs een infinitesimale beweging in de positieve richting ertoe, dat men buiten het interval {\displaystyle (0,1]} zit. 

## Definities
Er zijn verschillende definities voor een open verzameling.

### Analytisch
Een verzameling in {\displaystyle \mathbb {R} ^{n}} wordt open genoemd, als ieder punt {\displaystyle P} van de verzameling een inwendig punt is.

### Euclidisch
Een deelverzameling {\displaystyle U} van de euclidische n-ruimte {\displaystyle \mathbb {R} ^{n}} wordt open genoemd als, gegeven enig punt {\displaystyle x\in U}, er een reëel getal {\displaystyle \varepsilon >0} bestaat, zodanig dat, ieder punt {\displaystyle y\in \mathbb {R} ^{n}} waarvan de euclidische afstand tot {\displaystyle x} kleiner is dan {\displaystyle \varepsilon }, ook tot {\displaystyle U} behoort. {\displaystyle U} wordt op dezelfde manier open genoemd als ieder punt in {\displaystyle U} een omgeving heeft die deel van {\displaystyle U} uitmaakt.

### Metrisch
Een deelverzameling {\displaystyle U} van de metrische ruimte {\displaystyle (M,d)} wordt open genoemd als, gegeven enig punt {\displaystyle x\in U}, er een reëel getal {\displaystyle \varepsilon >0} bestaat, zodanig dat elk punt {\displaystyle y\in M} met {\displaystyle d(y,x)<\varepsilon }, ook tot {\displaystyle U} behoort. {\displaystyle U} is op dezelfde manier open als ieder punt in {\displaystyle U} een omgeving heeft die deel van {\displaystyle U} uitmaakt.
De euclidische en de metrische definitie van een open verzameling verschillen er dus alleen in, dat in de metrische definitie de afstandsfunctie nog niet is bepaald en dat in de euclidische definitie daar de euclidische norm voor is gekozen.

### Topologisch
In topologische ruimten wordt openheid als een fundamenteel begrip gezien. Uitgaand van een willekeurige verzameling {\displaystyle X} en een familie T van deelverzamelingen van {\displaystyle X} die bepaalde eigenschappen heeft, waaraan elke "redelijke" notie van openheid geacht wordt te voldoen, wordt T een topologie op {\displaystyle X} genoemd. De leden van de familie worden de open verzamelingen van de topologische ruimte {\displaystyle (X,T)} genoemd. Merk op dat de doorsnede van open oneindige verzamelingen zelf niet open hoeft te zijn. De doorsnede van alle intervallen van de vorm {\displaystyle (-1/n,1/n)} waar {\displaystyle n} een positief geheel getal is, is de verzameling {\displaystyle \{0\}} die op de reële getallenlijn gesloten is. Verzamelingen die kunnen worden geconstrueerd als aftelbaar veel open verzamelingen worden aangeduid als {\displaystyle G_{\delta }}-verzamelingen. 
De topologische definitie van een open verzameling is algemener dan de definitie van een metrische ruimte: als men met een metrische ruimte begint en een open verzameling zoals aangegeven definieert, dan is de familie van alle open verzamelingen een topologie op de metrische ruimte. Iedere metrische ruimte is dan ook een topologische ruimte. Er zijn daarentegen topologische ruimten die geen metrische ruimte zijn.

## Eigenschappen
- De lege verzameling is zowel open als gesloten.
- De vereniging van een willekeurig aantal open verzamelingen is open.
- De doorsnede van een eindig aantal open verzamelingen is open.

## Gebruik
Open verzamelingen zijn van fundamenteel belang in de topologie. Het concept is vereist om topologische ruimten en andere topologische structuren, die te maken hebben met de begrippen van nabijheid en convergentie voor een ruimte, zoals metrische-n en uniforme ruimten zowel te definiëren als ook een zinvolle betekenis te geven. 
Elke deelverzameling {\displaystyle A} van een topologische ruimte {\displaystyle X} bevat een (mogelijk lege) open verzameling, de grootste van deze open verzamelingen wordt het inwendige van {\displaystyle A} genoemd. Zij kan worden geconstrueerd door de vereniging van alle open verzamelingen die opgesloten zijn in {\displaystyle A}. 
Gegeven de topologische ruimten {\displaystyle X} en {\displaystyle Y}, is een functie {\displaystyle f} van {\displaystyle X} naar {\displaystyle Y} continu als het inverse beeld van elke open verzameling in {\displaystyle Y} ook open is in {\displaystyle X}. 
De afbeelding {\displaystyle f} wordt open genoemd als de afbeelding van elke open verzameling in {\displaystyle X} open is in {\displaystyle Y}. 
Een open verzameling op de reële getallenlijn heeft de kenmerkende eigenschap dat het een aftelbare vereniging van disjuncte open intervallen is.

## Opmerking
Merk op dat of een bepaalde verzameling {\displaystyle U} open is afhangt van de omringende ruimte. Als {\displaystyle U} bijvoorbeeld wordt gedefinieerd als de verzameling van de rationale getallen in het interval {\displaystyle (0,1)}, dan is {\displaystyle U} open voor de rationale getallen, maar niet open in de reële getallen. Dit komt doordat wanneer {\displaystyle U} in de rationale getallen is er geen irrationale getallen zijn die met de kleinst mogelijke verplaatsing kunnen worden verplaatst van het ene rationale getal naar het andere. Bovendien hoe dicht een element van {\displaystyle U} ook bij 0 of 1 is, er is altijd een ander rationaal getal dat dichter bij 0 of 1 is, dus voor elk element van {\displaystyle U} is er altijd wel een manier om een klein genoege verplaatsing te maken die je dichter bij 0 of 1 brengt terwijl men toch binnen {\displaystyle U} blijft. Maar wanneer deze verzameling in de reële getallen is, zijn er irrationale getallen tussen alle rationale getallen, en is het mogelijk zich te verplaatsen van een element van {\displaystyle U} naar een irrationaal getal (dat geen deel uitmaakt en dus geen element van {\displaystyle U} is). Dus voor enige verplaatsing van een beginelement van {\displaystyle U} naar een zekere eindelement, is er altijd een kleinere afstand vanaf het beginelement naar een irrationaal getal dat buiten {\displaystyle U} ligt. (Zelfs als dit irrationale getal tussen 0 en 1 ligt, maakt het geen deel uit van {\displaystyle U}, omdat {\displaystyle U} alleen de rationale getallen bevat.)
Sommige verzamelingen zijn zowel open als gesloten. Zij worden wel clopen verzamelingen genoemd. In {\displaystyle \mathbb {R} } en andere samenhangende ruimten zijn alleen de lege verzameling en de gehele ruimte clopen, terwijl bijvoorbeeld de verzameling van alle rationale getallen kleiner dan √2 clopen is in de rationale getallen. Andere verzamelingen zijn noch open noch gesloten, zoals het halfopen interval {\displaystyle (0,1]} in {\displaystyle \mathbb {R} }. In feite is de verzameling {\displaystyle (0,1]} de vereniging van de verzamelingen {\displaystyle (0,1)} (een open verzameling) en {\displaystyle \{1\}} (een gesloten verzameling). Een belangrijk punt is dat een open verzameling niet het tegenovergestelde is van een "gesloten verzameling"; een gesloten verzameling is gedefinieerd als het complement van een open verzameling.